# ダニロ・イリッチ
ダニロ・イリッチ（セルビア語キリル文字: Данило Илић、1890年7月27日 - 1915年2月3日）はボスニア系セルビア人で、サラエボ事件におけるフランツ・フェルディナンド夫妻暗殺に関わった黒手組の1人である。

## 経歴
ダニロ・イリッチは現在のボスニア・ヘルツェゴビナに生まれた。サラエボの州立教員大学に通いしばらくの間ボスニアの学校で教鞭をとった。1913年、イリッチはベオグラードに移りそこでジャーナリストとなり、秘密結社黒手組のメンバーとなった。彼はサラエボ事件の実行役に抜擢された。この事件は第一次世界大戦勃発のきっかけとなった。彼はガブリロ・プリンツィプと親友であった。
1914年6月28日の日曜日、オーストリア皇太子夫妻がプリンツィプによって暗殺された。実行役のプリンツィプとネデリコ・チャブリノビッチは警察に逮捕され尋問された。彼らは持ちこたえたが最終的には共謀者を自白した。ムハメド・メフメドバシッチはなんとかセルビアへ逃亡したが、ヴェリコ・チュブリロヴィッチ、バソ・チュブリロヴィッチ、ツヴイェトコ・ポポヴィッチ、ミシュコ・ヨバノヴィッチ、そしてダニーロ・イリッチが逮捕され、反逆罪と殺人罪で起訴された。反逆罪とオーストリア＝ハンガリー皇太子夫妻殺害の罪で起訴されたメンバーのうち8人が有罪判決を受けた。オーストリア・ハンガリー帝国の法律では、犯罪を犯した時点で20歳未満だった者には死刑を科すことはできなかった。したがって、ネデリコ・チャブリノビッチ、ガブリロ・プリンチプ、トリフコ・グラベジュには最高懲役20年、バソ・チュブリロビッチには16年、ツヴイェトコ・ポポヴィッチには13年の懲役が科せられた。暗殺者による国王夫妻殺害を手助けしたイリッチ、ヴェリコ・チュブリロビッチ、ミシュコ・ヨバノビッチは、1915年2月3日にサラエボで処刑された。